# Peón (Villaviciosa)
Peón (en asturiano y oficialmente Pion) es una parroquia española del concejo de Villaviciosa, en Asturias. Cuenta con una población de 392 habitantes (INE, 2020). Limita al norte con la parroquia de Arroes, al oeste con Deva, Caldones y Baldornón las tres pertenecientes a Gijón, al sur con Candanal y Rozaes y al este con Niévares y nuevamente con Arroes.

## Localidades
La parroquia está formada por las siguientes poblaciones:
- Curbiellu (El Curviellu), barrio
- Requejo (El Requexu), casería
- La Riera, casería
- El Valle, aldea
- Peón (Pion), aldea

## Demografía
| Gráfica de evolución demográfica de Peón entre 2000 y 2020         |
|                                                                    |
| Población de derecho (2000-2020) según el padrón municipal del INE |